# Panaxia majellica
Panaxia majellica är en fjärilsart som beskrevs av Franz Dannehl 1929. Panaxia majellica ingår i släktet Panaxia och familjen björnspinnare. Inga underarter finns listade i Catalogue of Life.